# 添田清美
添田 清美（そえだ きよみ 1920年4月1日 - 2021年12月11日）は、日本の寺庭婦人、高野山の宿坊ビジネスの元祖。センテナリアン。旧姓・土生川。

## 概要
和歌山県出身、和歌山県立橋本高等女学校卒業、東京女子大学卒業。
教師の家に生まれ育つ。女学校で英語が好きになり、教育熱心な親のおかげで大学進学し英語を専攻する。卒業後は横浜正金銀行に就職したものの、東京が空襲を受けるようになったことから帰郷。帰郷後は周囲から女学校での家庭科教師になるように望まれていたのに対し、本人は英語教師を希望していたが敵性語のために叶わなかった。1946年に高野山の宿坊・蓮華定院に嫁ぐ。戦後の宿坊には進駐軍が訪れるようになり英語力が役立った。後に海外から修行僧や密教に関心を持つ者が訪れるようになり、そこで通訳を行う。
実弟は高野山真言宗元宗務総長の土生川正道。息子も同宗の元宗務総長で、高野山大学学長に就任した添田隆昭。
2020年4月1日には100歳となり、高野町町長が長寿のお祝いに伺ったが、2021年12月11日逝去。

## 著書
- 2017年『高野山に生きて97歳　今ある自分にありがとう』（宝島社）[4]

## 論文
- 2019年『新 家の履歴書(641)添田清美(高野山・蓮華定院前住職夫人) 九十九歳の今も諳(そら)んじられる英語を学んだ東京女子大。寮生活は夢のようでした。』[8]

## メディア掲載
- 歴史街道スペシャル天空の聖地 ～高野山開創1200年[9]
- 日経おとなのOFF 2016年11月号[10]
- 遠くへ行きたい 第2251回[11]